# Pfinz-Saalbach-Korrektion

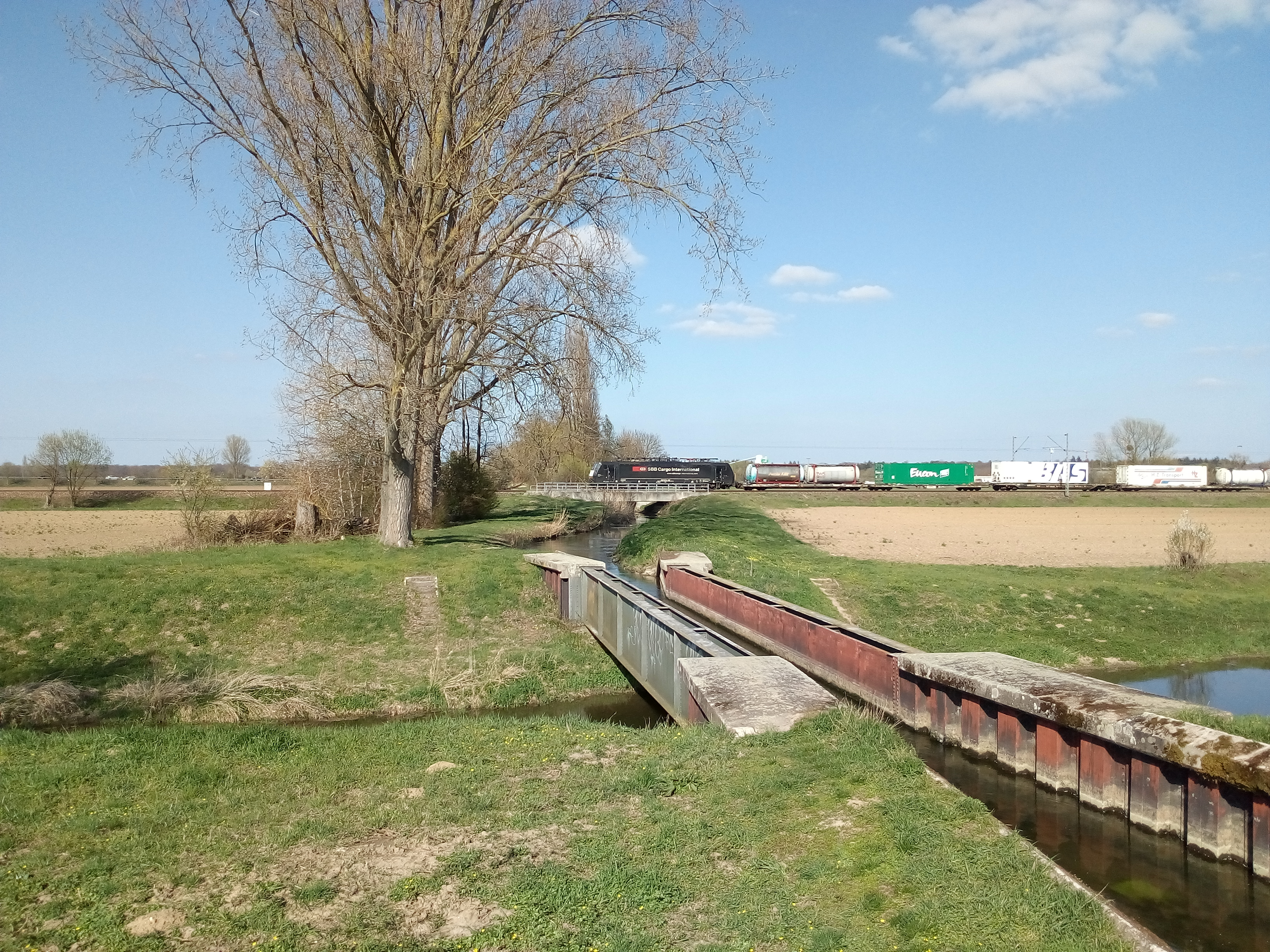
Aquädukt der Saalbach über den Saalbachkanal bei Karlsdorf

Die Pfinz-Saalbach-Korrektion (abgekürzt Pfisako) war eine zwischen 1934 und 1962 durchgeführte wasserbauliche Maßnahme im rechtsrheinischen Teil der Oberrheinebene zwischen den Städten Karlsruhe und Philippsburg. Ziele der Maßnahme waren ein verbesserter Hochwasserschutz im Gebiet der Flüsse Pfinz und Saalbach und die Ausweitung der landwirtschaftlich nutzbaren Flächen.

## Naturraum
Die Oberrheinebene lässt sich im Gebiet der Pfinz-Saalbach-Korrektion in drei Naturräume gliedern:
- Im Westen liegt die Rheinniederung. Erhebliche Teile der Niederung wurde bis zur Rheinbegradigung ab 1817 unter Johann Gottfried Tulla vom in Mäandern verlaufenden Rhein und seinen Altrheinarmen eingenommen.
- In der Mitte schließt sich – zur Rheinniederung abgegrenzt durch eine circa sieben Meter hohe Geländestufe – die Niederterrasse, auch Hardtebenen oder Hardtplatten genannt, an. Sie besteht überwiegend aus Kiesen und Sanden; große Teile sind vom Hardtwald bedeckt. Der Grundwasserspiegel ist vergleichsweise niedrig; Gewässer sind selten. Als hochwassersicheres Gebiet wurde die Niederterrasse bevorzugt zur Anlage von Siedlungen genutzt.
- Im Osten befindet sich am Übergang zum Kraichgau eine auch als Kinzig-Murg-Rinne bekannte Randsenke, die geringfügig niedriger als die Niederterrasse liegt. Aus dem Kraichgau kommende Flüsse und Bäche bildeten beim Eintritt in die Oberrheinebene Schwemmkegel, die oft Siedlungen aufnahmen. Weite Teile der Randsenke waren sumpfig oder wurden von Mooren wie dem Weingartener Moor eingenommen. Im Frühjahr oder bei Hochwasser entstand in der Randsenke häufig ein flacher See. Die Gewässer aus dem Kraichgau wenden sich in der Randsenke nach Norden, durchbrechen die Niederterrasse und münden in den Rhein.

## Vorgeschichte

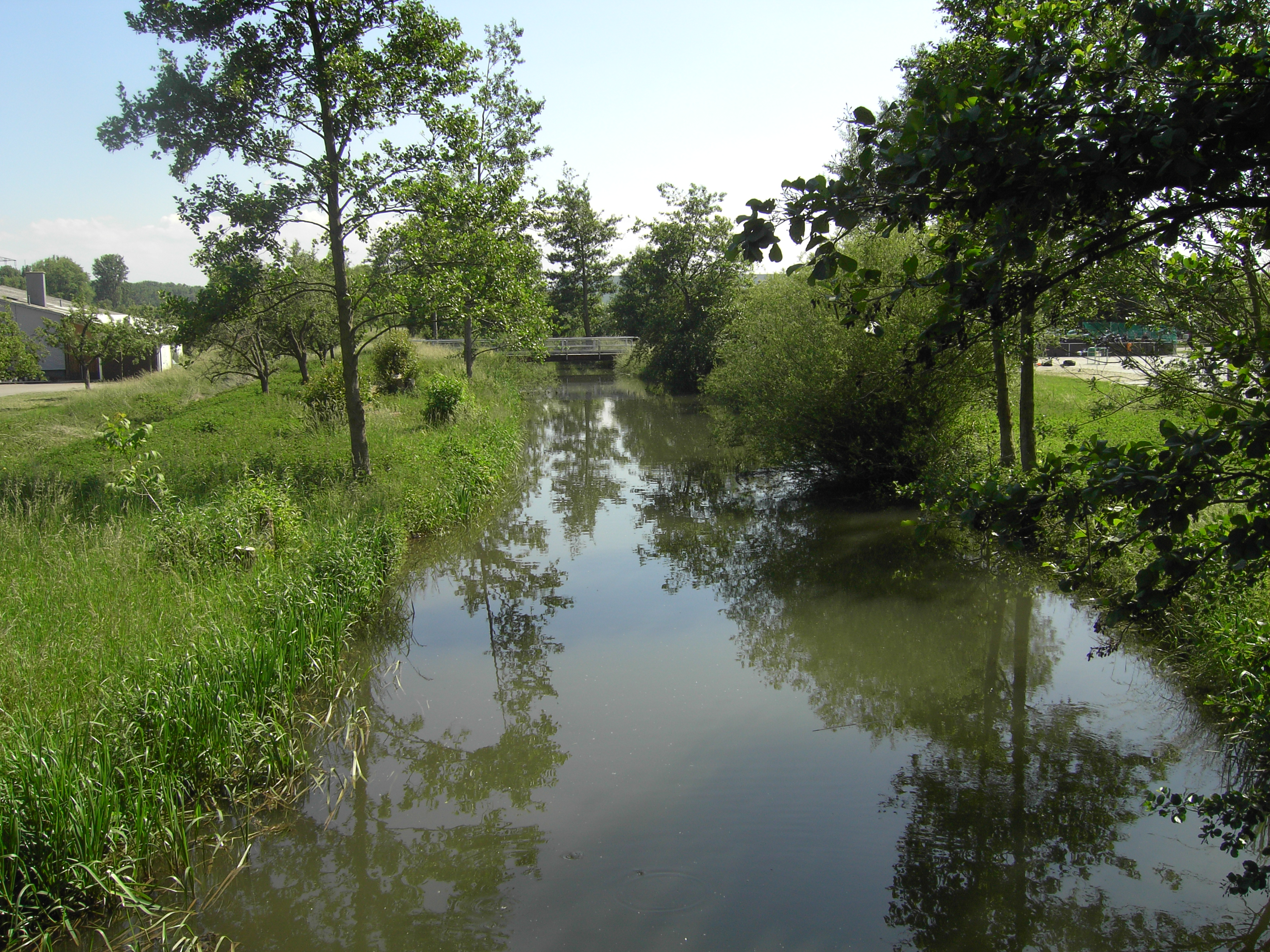
Die Heglach in Hochlage bei Blankenloch.

Wasserbaumaßnahmen im Gebiet der Randsenke lassen sich bis ins Mittelalter zurückverfolgen: Anhand der Siedlungsgeschichte der Stadt Bruchsal wird angenommen, dass nach dem Jahr 1000 begonnen wurde, die Sümpfe in der Umgebung des Siedlungskerns durch die Anlage von Gräben trockenzulegen, um Überschwemmungen zu verhindern. Eine Urkunde des Speyrer Bischofs Raban von Helmstatt von 1396 belegt das „Bachputzen“: Dabei wurde die hohe Sedimentfracht der Bäche der Randsenke, insbesondere Löss aus dem Kraichgau, aus dem Bachbett ausgehoben und am Bachrand abgelagert, so dass in einem langsam ablaufenden, kaum geplanten Prozess hochliegende, eingedämmte Bachläufe entstanden.
Mit den hochliegenden Bachläufen bestand die Möglichkeit, eine geregelte Wiesenwässerung durchzuführen. Besondere Bedeutung erlangte die Trübwässerung, bei der kalk- und mineralienhaltiges Wasser auf Wiesen geleitet wurde, wodurch das Gelände erhöht und saure Böden gepuffert werden konnten. Die Wiesenwässerung und die Entwässerung weiterer, tieferliegender Gebiete führten zur Anlage von Drainagegräben. Andere Gräben dienten dem Ausgleich zwischen Wasserüberschuss- und Wassermangelgebieten. So versorgte ein Graben die Stadt Philippsburg mit Wasser; er diente zugleich dazu, das Umland der Festung Philippsburg überfluten zu können. Über die Jahrhunderte entstand insbesondere in der Randsenke ein komplexes System von Gräben, von denen viele mehrere Funktionen hatten. Charakteristisch waren die hochliegenden, eingedämmten Bäche, neben denen – oft parallel und auf beiden Seiten – tiefliegende Abzugsgräben verliefen.
Pläne, das Wasser aus der Randsenke, insbesondere das der Pfinz, durch den Hardtwald direkt in den Rhein zu leiten, stammen aus dem 19. Jahrhundert. Diese Pläne wurden in den folgenden Jahrzehnten immer wieder aufgegriffen. 1914 begannen detaillierte Planungen, deren Verwirklichung durch den Ersten Weltkrieg, später durch finanzielle Probleme verhindert wurden.

## Maßnahmen

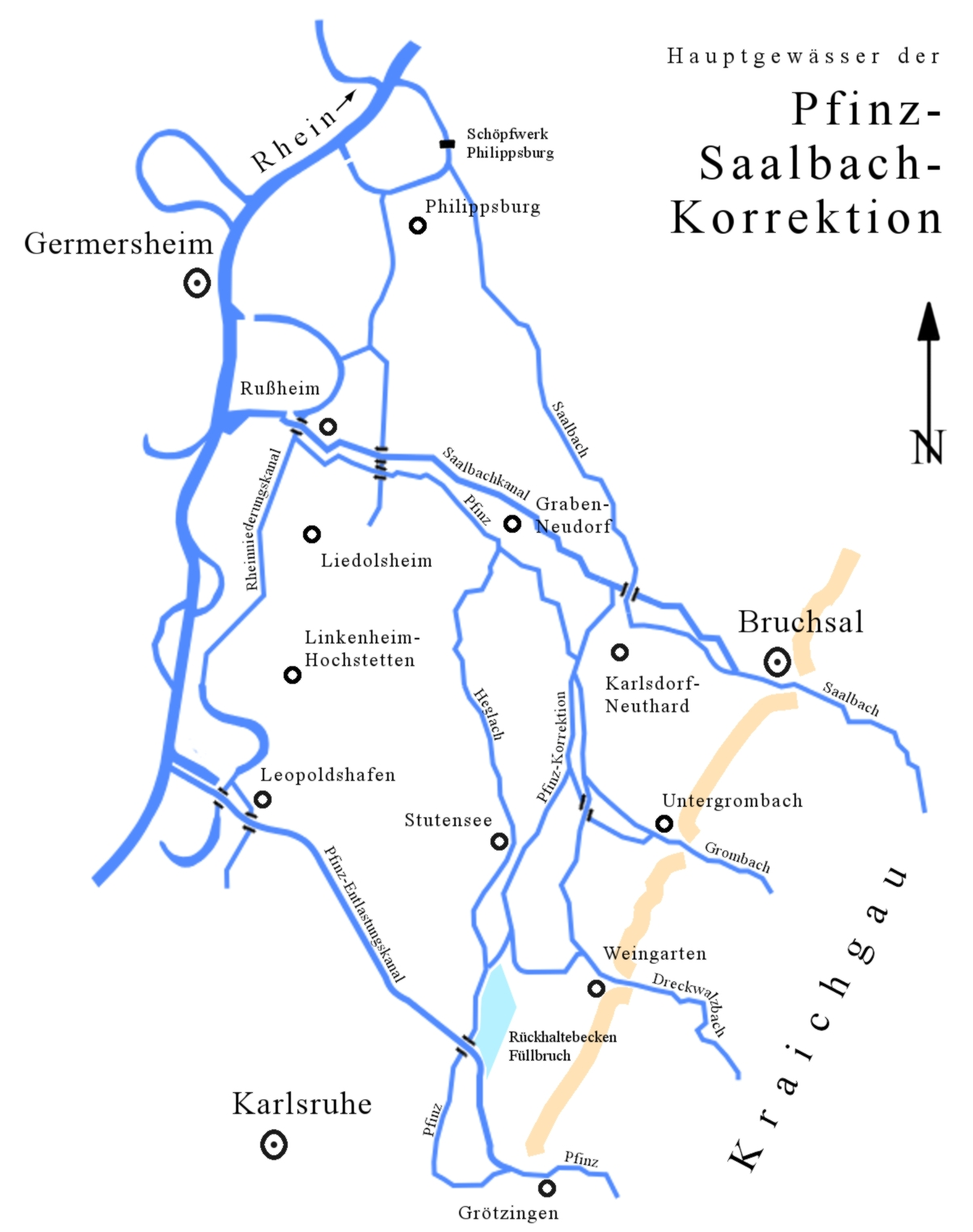
Hauptgewässer der Pfinz-Saalbach-Korrektion.

Nach der Machtübertragung an die Nationalsozialisten wurde im Oktober 1934 durch das Land Baden ein Gesetz für die Pfinz-Saalbach-Korrektion erlassen, das unter anderem Grunderwerb, Enteignungen und Finanzierung regelte. Zwei Drittel der Kosten übernahm Baden, ein Drittel die betroffenen Gemeinden. Die Aufteilung der Kosten unter den Gemeinden führte zu langwierigen Konflikten, die bis zur Schlussrechnung 1975 anhielten. Dem Schlussgesetz über die Pfinz-Saalbach-Korrektion vom April 1975 zufolge müssen die Gemeinden ein Viertel der Kosten der Gewässerunterhaltung übernehmen.
Als Ziele der Gewässerkorrektion wurden die Beseitigung der Hochwassergefahr und die Senkung des Grundwasserstandes in der Rheinniederung, der unter anderem durch Druckwasser aus dem Rhein anstieg, genannt. Zudem sollten 3.200 Hektar Land zusätzlich landwirtschaftlich nutzbar gemacht sowie der Ertrag auf circa 10.800 Hektar um 30 % gesteigert werden. Die Querschnitte von Kanälen und Hauptabzugsgräben wurden so entworfen, dass sie auch militärisch als Panzergräben genutzt werden konnten.
Die Bauarbeiten zur Pfinz-Saalbach-Korrektion begannen am 16. November 1934 mit dem ersten Spatenstich durch den NSDAP-Gauleiter und Reichsstatthalter für Baden, Robert Wagner. Für die Arbeiten wurden über 3000 Angehörige des Reichsarbeitsdienstes herangezogen, die in militärisch organisierten Barackenlagern in verschiedenen Gemeinden des Korrektionsgebiets untergebracht wurden. Maschinen wurden nur in geringem Umfang eingesetzt. Flurbereinigungsverfahren und Baumaßnahmen waren mit dem Bau der Reichsautobahn von Heidelberg nach Karlsruhe (heutige Bundesautobahn 5) abgestimmt; so wurde Aushub aus dem Kanalbau für die Aufschüttung von Dämmen der Autobahn genutzt. Seitens der Landwirte kam es zu zahlreichen Beschwerden, denen das nationalsozialistische Regime durch die Einführung von „Wunschtagen“ zu begegnen versuchte.
Die Baumaßnahmen konzentrierten sich zunächst auf den Bau des Pfinz-Entlastungskanals sowie des Saalbachkanals. Beide Kanäle sollten der Hochwasserabführung dienen und führten vom Eintritt der Gewässer in die Oberrheinebene auf möglichst direktem Weg durch die Hardtplatte nach Westen zum Rhein. Nördlich des Pfinz-Entlastungskanals entstand im Waldgebiet Füllbruch ein Hochwasserrückhaltebecken, das zwei Millionen Kubikmeter Wasser aufnehmen kann. Der Pfinz-Entlastungskanal war 1936 funktionsfähig; der Saalbachkanal wurde um 1938 fertiggestellt. In den folgenden Jahren verlangsamte sich der Baufortschritt, da – bedingt durch die Aufrüstung der Wehrmacht – weniger Arbeitskräfte und Baumaterialien zugeteilt wurden. Während des Zweiten Weltkrieges wurde eine erhebliche Anzahl von Kriegsgefangenen bei den Arbeiten eingesetzt.

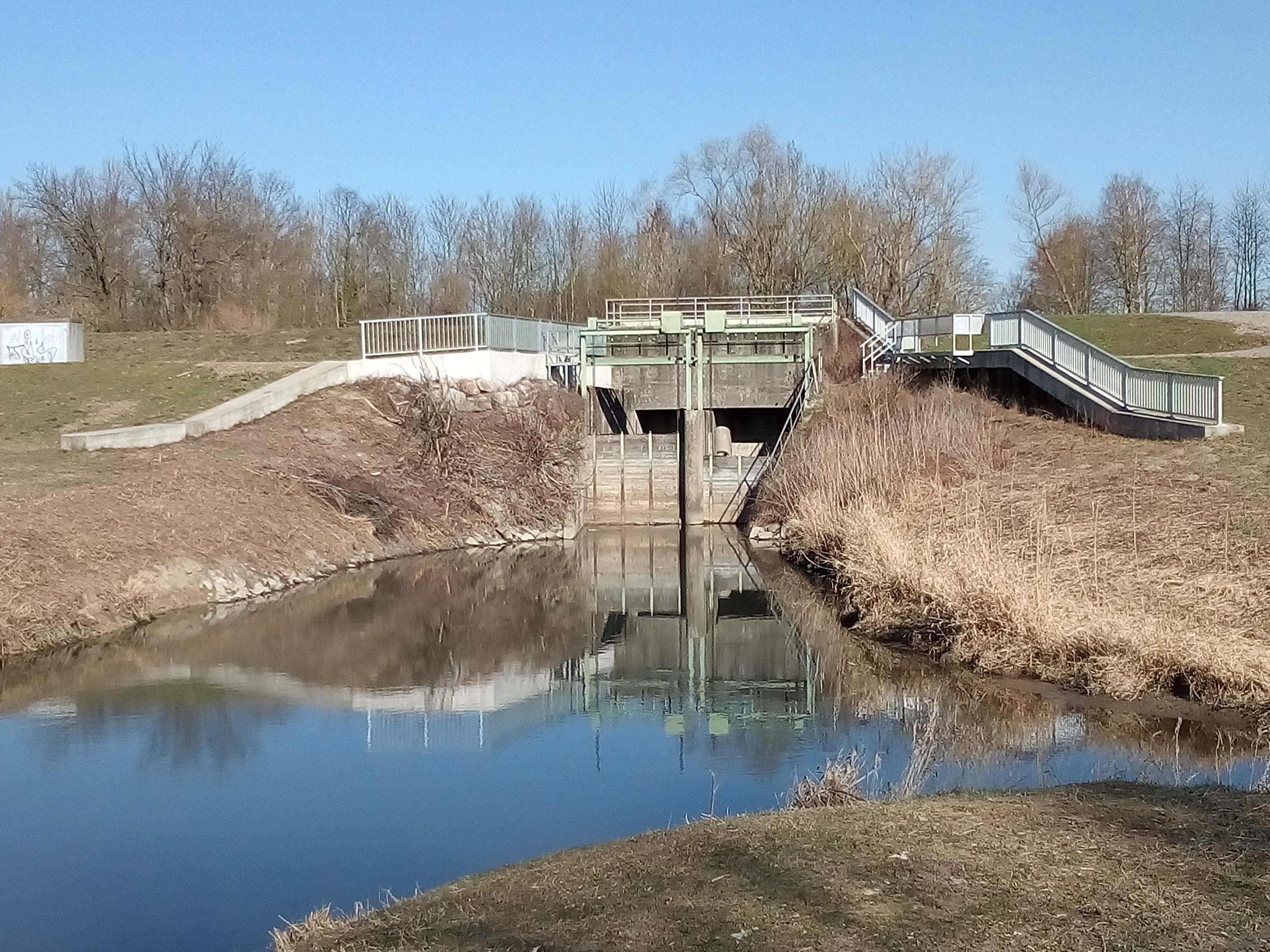
Düker des Rheinniederungskanals unter dem Saalbachkanal

Zu den weiteren Maßnahmen zählten der Bau von zwei Entwässerungskanälen, die in Nord-Süd-Richtung verlaufen: Der Rheinniederungskanal verband zuvor unabhängige Entwässerungssysteme in der Rheinniederung zwischen Neureut und Philippsburg. Am Rhein wurden zusätzliche Flächen eingedeicht. In der Randsenke entstand die Pfinz-Korrektion als Vorfluter mehrerer kleiner Gewässer aus dem Kraichgau. Ab Neuthard wurde ein Kanal gebaut, der Wasser aus der Pfinz-Korrektion zum Saalbachkanal überleiten kann. Saalbach und Pfinz wurden begradigt und zum Teil tiefergelegt.
Nach Kriegsende wurden die Arbeiten 1948 nach der Währungsreform wiederaufgenommen. Zwischen 1948 und 1950 wurde die Pfinz in Grötzingen verlegt. Ein Hochwasser 1955 war Anlass, die zuvor geplante Verlängerung des Rheinniederungskanals bis zur Wagbachmündung bei Altlußheim aufzugeben. Stattdessen wurde im Altrheinarm bei Philippsburg ein Schöpfwerk errichtet, das bei Rheinhochwasser das Wasser aus dem Rheinniederungskanal in den Rhein pumpt.
Mit der Fertigstellung des Philippsburger Schöpfwerks 1962 war die Pfinz-Saalbach-Korrektion beendet. Nach Angaben des Wasserwirtschaftsamtes Karlsruhe wurden zwischen 1934 und 1962 im 325 Quadratkilometer großen Korrektionsgebiet 36,9 Kilometer Kanäle und 52 Kilometer Gräben angelegt, 25,5 Kilometer Schutzdämme gebaut sowie auf 30 Kilometern bestehende Wasserläufe ausgebaut. Es entstanden 97 Brücken sowie 60 Wehre. Die Kosten betrugen in der Zeit von 1934 bis 1948 knapp 14,4 Millionen RM; von 1948 bis 1962 wurden 10,8 Millionen DM ausgegeben. Davon entfielen 2,4 Millionen DM auf das Schöpfwerk in Philippsburg. Ursprünglich war von Gesamtkosten in Höhe von 13,3 Millionen RM ausgegangen worden.

## Folgen

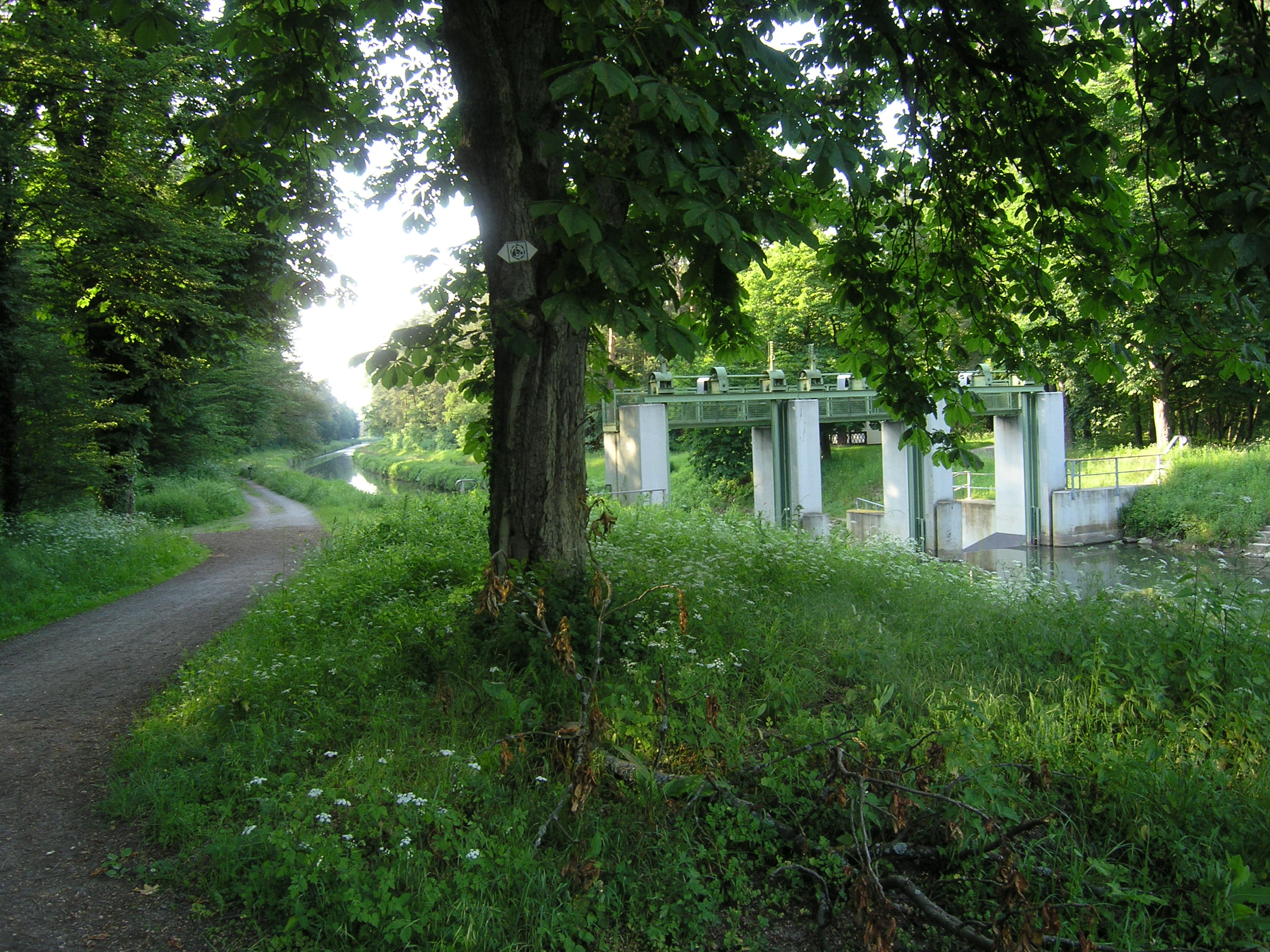
Wehr des Pfinz-Entlastungskanals im Hardtwald an der Abzweigung des Hirschkanals.

Seit der Pfinz-Saalbach-Korrektion blieben Überschwemmungen im Korrektionsgebiet weitgehend aus. Ende der 1960er Jahre wurde konstatiert, dass sich die erbauten Anlagen bei zahlreichen Hochwasserereignissen bewährt hätten. Der Grundwasserspiegel fiel allgemein um ein bis zwei Meter. Viele Gräben führen kein Wasser mehr. Auf Bauernhöfen vorhandene Brunnen fielen teilweise trocken; in der Gemeinde Spöck wurden zur Sicherstellung der Löschwasserversorgung neue Brunnen gebohrt. In Karlsdorf versiegten 1937 170 Brunnen. Infolge der Grundwasserabsenkung starben teilweise Obstbäume sowie Eichen im Hardtwald ab. Das Absterben von vermutlich 800 Jahre alten, als Naturdenkmal ausgewiesenen Eichen am Schloss Stutensee wird unter anderem auf die Grundwasserabsenkung zurückgeführt. Im Pfinz-Entlastungskanal wurden Kulturwehre errichtet, um eine weitergehende Grundwasserabsenkung zu verhindern. Der baden-württembergische Umweltminister Harald B. Schäfer sprach 1995 von einem hochgradigen Wassermangel der Wälder auf der Hardtplatte und wies auf das Verschwinden zahlreicher Tierarten als Folge der Korrektion hin.
Einrichtungen zur Wiesenwässerung blieben bei der Pfinz-Saalbach-Korrektion erhalten und wurden zum Teil bis 1972 genutzt. In den 1990er Jahren wurden in der Stadt Stutensee Teile noch vorhandener Wiesenwässerungseinrichtungen reaktiviert, um sie auch als Retentionsraum bei Hochwasser nutzen zu können. Für den Landkreis Karlsruhe wurde ein Bach- und Grabenkonzept entwickelt, das eine Rückkehr zu den „historisch gewachsenen, naturraumtypischen Bachsysteme[n] und Wässerwiesen unter Beachtung aller Belange der Gemeinden, der Wasserwirtschaft, des Naturschutzes und der Landwirtschaft“ anstrebt. Dabei sollte unter anderem ein Biotopverbundsystem geschaffen und die Grundwasserneubildung gefördert werden.